# Shukri al-Kuwatli
Shukri al-Kuwatli (Damasco, Siria, 1891 - 30 de junio de 1967, Beirut, Líbano) (en árabe: شكري القوتلي) fue el presidente de Siria entre 1943 y 1949 y entre 1955 y 1958.

## Trayectoria
Quwatli se inició en la política siria en los años 30 como miembro del Bloque Nacional, una coalición de partidos árabes que coordinó la oposición al dominio colonial francés. De joven estuvo implicado en al-Fatat, un grupo de oposición clandestina contra el Imperio otomano, y fue arrestado por sus actividades en 1916. En la cárcel, por miedo a ceder a la tortura y delatar a sus compañeros se abrió las venas en un intento de suicidio, del que fue salvado en el último momento por su amigo y colega el doctor Ahmad Qadri. Fue liberado cuando terminó la Primera Guerra Mundial para servir en la Siria post-otomana bajo el reinado del rey Faysal ibn Husayn. Cuando se proclamó el Mandato de la Sociedad de Naciones en julio de 1920, los franceses lo sentenciaron a muerte. Así pues, Shukri huyó a Egipto, luego a Ginebra, y co-estableció el Congreso Sirio-Palestino en el exilio con un grupo nacionalistas exiliados de Siria, Líbano y Palestina. Volvió al país en 1924 y participó en la Revolución Siria de 1925-1927, aunque pronto entró en contradicción con el principal protagonista de la revuelta, el líder druso Pasha Al-Atrash por sus políticas pro-hachemís. En 1927 volvió a exiliarse, aunque pudo regresar en 1932 gracias a una amnistía general. Socio y protegido de Hashim al-Atassi, primer presidente de la república, Kuwatli ascendió gradualmente en las filas del Bloque Nacional.
Cuando Atassi renunció a la presidencia en 1939 como protesta por las continuas intervenciones francesas en Siria, se abrió un periodo de gran inestabilidad (vinculada con la Segunda Guerra Mundial), y Siria quedó bajo mando francés y británico. El Bloque Nacional siguió siendo el mayor exponente del nacionalismo sirio y, cuando se celebraron nuevas elecciones en 1943, el bloque apoyó la elección de Kuwatli como presidente. Su principal preocupación consistió en firmar un nuevo tratado con Francia, que había ejercitado su control sobre Siria durante más de dos décadas. Lo logró con ayuda británica, y para 1946 todas las tropas extranjeras habían abandonado el país. En 1947 Kuwatli reformó la constitución, que no permitía permanecer más de un mandato como presidente, y fue reelegido para el cargo en 1948.
Tras la victoria de Israel sobre las fuerzas árabes en 1948, y debido a una creciente insatisfacción hacia su mandato, Kuwatli fue derrocado por Husni al-Za'im en un golpe de Estado en 1949. Tras un breve periodo de prisión, escapó al exilio a Egipto, en espera de una oportunidad para recuperar su poder. Mientras, una serie de golpes de estado paralizaron la vida política siria. Las siguientes elecciones libres tuvieron lugar en 1955, bajo el auspicio del venerable Hashim al-Atassi, y Kuwatli, como líder del Partido Nacional (heredero del Bloque Nacional), fue elegido presidente de nuevo. Sin embargo, para entonces este cargo había perdido gran parte de su relevancia, y se había vuelto prácticamente ceremonial, por lo que en los años siguientes apenas tuvo influencia en la política siria. 
Hacia el final de la década, el panarabismo se había extendido por Siria, y Kuwatli aceptó la unión de Siria con Egipto, para formar la República Árabe Unida, presidida por Gamal Abdel Nasser. Hacia 1959, sin embargo, ya había tenido desavenencias con Nasser, y fue obligado a exiliarse una vez más. Este exilio marcó el final de su carrera política. Cuando murió en 1967, y después de que las autoridades sirias inicialmente se negasen a aceptar ni siquiera un funeral privado, fue enterrado en Damasco en una lujosa ceremonia que reflejaba adecuadamente las ambiciones que había demostrado en vida.
El legado político de Kuwatli tiene aspectos luminosos y oscuros, y está marcado por un genuino nacionalismo sirio y por la ambición personal. Los críticos con su figura señalan que fue la tolerancia hacia la corrupción de algunos de sus socios lo que le permitió perpetuarse en el poder. En fuerte contraste con su mentor, Hashim al-Atassi, Kuwatli buscaba constantemente el poder, mientras que Atassi lo aceptaba con reticencias, y renunció a él cada vez que se vio forzado por las presiones externas o internas. El mayor logro de los mandatos de Kuwatl, sin duda, es haber presidido la retirada de las tropas europeas, lo que puso el punto final al proceso para la independencia de Siria.